# Lubagürtel

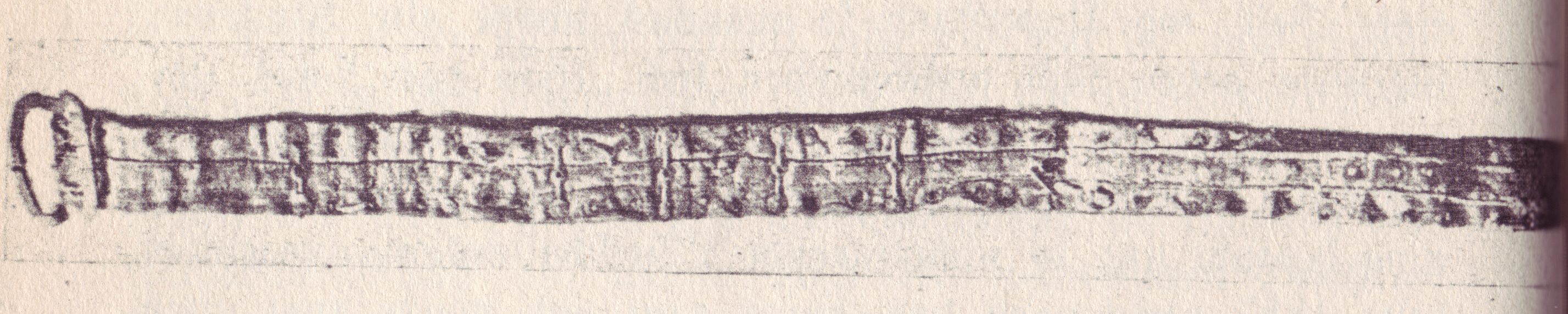
Der Lubagürtel

Der Lubagürtel ist ein mittelalterlicher Gürtel mit Bezug zur ältesten Sagengeschichte Lübecks.
Der Ledergürtel von 125 cm Länge und 8 cm Breite, der dicht mit Beschlägen aus Eisen besetzt ist, die durch das Leder hindurch vernietet sind, war bis in das 19. Jahrhundert eine Reliquie des Amtes der Fischer in Lübeck. Er wurde traditionell einmal jährlich vom Ältermann der Fischer zur Morgensprache angelegt und befindet sich seit 1882 als Leihgabe der Gothmunder Fischer in Lübecker Museumsbesitz und ist im St. Annen-Museum magaziniert.
Der Lübecker Heimatforscher Johannes Warncke ordnete ihn dem ausgehenden 14. Jahrhundert zu. Der Gürtel bezieht sich auf die Vorgründungsgeschichte der Stadt Lübeck und die an diesem Platz bestehende Burg Bucu, die von der Sagengestalt des Fischers Luba durch List von einer Belagerung durch Budivoj, einen Sohn des Nakoniden Gottschalk, befreit worden sein soll. Die Sage wurde erstmals durch den Lübecker Chronisten Heinrich Rehbein im 16. Jahrhundert schriftlich niedergelegt und zieht sich durch die Lübecker Chronistik wie durch die Geschichte des Lübecker Fischeramtes.
Dabei sind die Darstellungen uneinheitlich, es wird auch berichtet, dass der Gürtel bei der jährlichen Morgensprache im Gasthaus to dem Drakensteen in einer Schüssel herumgezeigt wurde. Dieses Gasthaus lag gegenüber dem Lübecker Rathaus in der Breiten Straße mit der alten Hausnummer Joh. Q. 953, heute Nr. 77. Der Krug wurde spätestens seit 1442 to dem Drakensteen benannt und vom Amt der Fischer wie von anderen Lübecker Handwerksämtern für Zusammenkünfte als Amtshaus genutzt. Nach Wilhelm Brehmer wurde es von 1377 bis 1704 so benannt. Warnke sieht in dem Namen einen Hinweis auf den mittelalterlichen Brauch des Drachenstichs, der heute noch in Furth im Wald fortlebt, aber in Lübeck wohl durch die Reformation aus dem Gedächtnis entfallen sei. Er verwies dazu auch auf das Drakenfeest in Beesel an der Maas, wo der Drache am Drachenstein seinen Todesstich erwartet. Das Grundstück Breite Straße 77 wurde 1820/1830 mit einem klassizistischen Geschäftshaus über den mittelalterlichen Kellern neu überbaut und steht seit 1994 unter Denkmalschutz.